# Аксаевское княжество
Аксаевское княжество (кум. Яхсай бийлик)— кумыкское феодальное государственное образование, основанное в середине XVII века князем Алибеком, сыном Айдемира I из монархической династии Шамхалов. Изначально входило в состав Эндиреевского княжества, которое, в свою очередь, до конца XVI века входило в состав Тарковского Шамхальства — крупнейшего государства на западном побережье Каспийского моря периода Позднего Средневековья.
Политическая система Аксаевского княжества носила олигархический характер. Власть делилась между пятью владетельными княжескими родами, являвшимися потомками князя Султан-Мута Эндиреевского — Каплановыми, Уцмиевыми, Эльдаровами, Арсланбековыми, Алибековыми. Высшим органом управления был Совет князей, во главе которого стоял выборный «старший князь».
До начала XIX века кумыкские князья, как потомки Шамхалов, в полной мере пользовались феодальными правами владетельных (удельных) князей, включая право полного налогового и административно-судебного иммунитета, право отчуждения земли и имели доходы не только с принадлежавших им земель, но и с населения, проживающего и работавшего на них. В частности, взимали пошлины с торговли, в том числе с приезжавших купцов, штрафы, налоги и подати, включая поземельный оброк.
От кумыкского города Аксай зависели многие чеченские и аварские общества, а аксаевские владетели активно боролись за первенство среди северокумыкских княжеств, в которым правили их единокровные братья. Аксаевское княжество прекратило свое существование в 1827 году.

## Территория
Аксаевское княжество включало в себя земли по течению рек Терека, Аксая и Яман-Су до Каспийского моря. Помимо собственно Аксая, княжеству подчинялись качкалыковцы (кумыки, смешавшиеся впоследствии с чеченцами), чеченцы и часть аварских обществ.
Помимо Аксая, насчитывающего во второй половине XVIII в. около 1200 дворов, местным бекам, согласно данным Д. Ф. Еропкина, принадлежали селения Сику, Нуям берды, Апонгур, Кошкельди, Наурус, Буртунай.

## История

### Основание и ранняя история
Расположение Аксая на стратегическом пути — Солтанской дороге, быстро привело к экономическому укреплению и политическому обособлению его от Эндиреевского княжества. Основателем княжества был внук Султан-Мута мурза Алибек. Опираясь на личный авторитет и отвагу, Алибеку удалось покорить чеченские общества и нанести поражение калмыкам. Согласно первой версии Аксай был основан мурзой Алибеком, согласно другой — Алибек был призван жителями города.
В историческом произведении «Тарихи Эндирей» Адильгирея Исмаилова сказано:

 После того кумуки, совершая частые нападения на калмуков, [в конце концов] нанесли им поражение. [И] те стали убегать оттуда. Кумуки шли на них, оттесняя до того места, где раньше текла река Йахсайсув 14. Прогнав их за неё, кумуки вернулись обратно. И поныне то место называют «Калмук-отген» — Тарихи Эндирей // Дагестанские исторические сочинения. М. Наука. 1993
.
Аксаевские владетели, как и другие северные кумыкские князья, стремились к объединению земель Засулакской Кумыкии под единым управлением и боролись за политическое лидерство в регионе. В первой четверти XVIII в. главным аксаевским владельцем был Султан-Махмуд II Алибеков, который, по словам И. Г. Гербера, был «не из последних владельцев и для того у шамхала и у прочих дагестанских и горских владельцев в великом почтении был». Персидский поход Петра I из-за пророссийской политики данного князя не привел к разорению Аксая, однако местные источники говорят о «разграблении богатств Аксая» во время боевых действий .
Так же имелись отдельные общества , которые выплачивали дань кумыкским князьям Аксая (или Яхсая) и были им подвластны, как например Андийцы : 
округе Анди. Он расположен у речки Койсу и насчитывает около 800 семей, которые говорят по-лезгински на совершенно особенном диалекте.
Он подвластен князю Елдару (Елдару. П) в Яхсай, или Ахсай, и некоторые села — Ауар-хану. Контрибуция одной семьи состоит обычно из одного барана
В работе путешественника Яна Потоцкого побывавшем на Кавказе, приводятся сведения, по которым Андийцы и Буртунайцы зависимы от кумыкских аксаевских князей, а так же, что они платят им дань. Подвластны кумыкским князьям, по данным Потоцкого, так же и некоторые чеченские селения.

### Восстание шейха Мансура и Кавказская война
Разорение Крымского ханства в ходе русско-турецкой войны 1735—1739 годов усилило влияние Российской империи в регионе. Кумыкские княжества пытались препятствовать потере своей независимости. В 1774 году кумыки совершили успешный поход на Кизляр под предводительством Али-Султана Мехтулинского.
На Кавказе началось восстание под руководством Шейха Мансура, широко распространившееся и в Засулакской Кумыкии. Сохранились архивные документы, сообщающие о том, что «андреевский и аксайской народы перешли на сторону шейха Мансура» . Последний при посредстве своего главного сторонника Чепалова Эндиреевского поселился в Кумыкии и совершил два неудачных похода на русский Кизляр. Кумыки составляли основу войск повстанцев:

 Охотники до всякаго рода поживы, туземцы толпами стекались съ разныхъ сторонъ подъ знамена Мансура. Здѣсь были Чеченцы, … племенъ и поколѣній, жители Шамхальства Тарковскаго и главнѣйшимъ образомъ Кумыки, составлявшіе основаніе толпы— Русский вестник, том 138, с.538
После заключения Гюлистанского мирного договора русские войска были введены в северные кумыкские княжества. В 1819—1820 годах были основаны русские укрепления Внезапная и Герзельальское. Попытавшиеся воспрепятствовать строительству крепостей объединённые войска кумыкских князей (дженгутаевских беков, казанищенских владетелей, салатавцев и чеченцев) были разгромлены русскими в сражении при Бавтугае .

### Разорение Аксая в 1825 году
В 1825 году в Чечне широкий охват приобретает восстание под руководством Бейбулата Таймиева. Аксаевцы полностью поддержали движение чеченцев и вместе с ними осадили русское укрепление Герзель-аул. Подоспевшие к гарнизону подкрепления сняли осаду. Генерал-лейтенант Лисаневич приказал представить к себе всех почетнейших старшин с тем, чтобы при этом были самые буйные и склонные к мятежу. В Герзель-ауле были собраны лучшие семьи Аксая, наиболее склонные к мятежам.

 Лисаневич, желая устрашить мятежников, потребовал выдачи виновных. 18 июля в Герзель-ауле было собрано около 300 кумыков. Лисаневич вышел к ним и стал упрекать в измене и вероломстве и затем начал вызывать по списку замешанных в мятеже. Один из них, мулла Учар-Хаджи, бросился и нанес смертельную рану Лисаневичу и вслед за тем Грекову. Гибель этих двух выдающихся генералов вновь возродила надежды горцев, и мятеж вспыхнул снова.— История русской армии, 1812–1864 гг. — СПб.: Полигон, 2003. б глава Ермолов
Учар-Хаджи и другие присутствовавшие в крепости кумыки были убиты:

 Прочие кумыки, объятые ужасом, бросились бежать. Лисаневич, держа рукою рану, стоял прислонившись к забору, но сохраняя полное присутствие духа. И только тогда, когда ему сказали о смерти Грекова, у него вырвалось роковое «коли!» Солдаты поспешно заперли ворота, и [159] началось истребление всех, кто был в укреплении. Многие из кумыков, видя беду, схватили из сошек солдатские ружья, другие защищались кинжалами, переранили 18 солдат, однакоже все они полегли на месте. В числе погибших были люди и ни в чём не повинные, отличавшиеся испытанной преданностью русским, и даже несколько андреевских жителей. Озлобленные солдаты не давали пощады никому, кто попадался им на глаза в азиятской одежде. Убиты были даже трое грузин, находившихся при генерале, и несколько гребенских казаков. Немногие кумыки успели выскочить из укрепления, но и тех, видя тревогу, переколола команда, возвращавшаяся из лесу. — Кавказская война в отдельных очерках, эпизодах, легендах и биографиях. Том II, Выпуск 1. СПб. 1887
Сын убитого в Герзеле Учара-Гаджи Мухаммад-хаджи Аксаевский стал видным наибом имама Шамиля и имел звание «вице-имама» . После подавления мятежа Старый Аксай был разрушен, а его жителей переселили в местечко Ташкичу, где существует нынешний Аксай. В 1827 году засулакские княжества прекратили свое существование. Управление было передано русской администрации.